# صبيغ بن عسل
صَبيغ بن شريك بن المنذر بن قطن بن قِشع بن عِسل بن عمرو بن يربوع التميمي البصري؛ ويُعرف بصبيغ بن عسل نسبة إلى جده الأعلى.

## سيرته
قصة صبيغ بن عسل بدأت بتساؤله عن متشابه في القرآن عندما قدم إلى مصر، فبعث به عمرو بن العاص والي مصر إلى الخليفة عمر بن الخطاب فلما أتاه الرسول المرافق لصبيغ بالكتاب فقرأه فقال الخليفة: أين الرجل؟ فقال الرسول: في الرحل، قال عمر: " أبصر أن يكون ذهب فتصيبك مني به العقوبة الموجعة "، فأتاه به، فلما دخل عليه جلس، فقال له عمر: من أنت؟ فقال: أنا عبد الله صبيغ فقال عمر: وأنا عبد الله عمر، ثم أهوى إليه فجعل يضربه بتلك العراجين، فما زال يضربه حتى شجه، فجعل الدم يسيل على وجهه، فقال: حسبك يا أمير المؤمنين، فقد والله ذهب الذي كنت أجد في رأسي، ثم بدأ صبيغ التميمي بسؤال عمر بقوله: أخبرني عن { والذاريات ذرواً } قال: هي الرياح، ولولا أني سمعت رسول يقوله ما قلته، قال: فأخبرني عن { فالحاملات وقراً } قال: هي السحاب، ولولا أني سمعت رسول الله صلى الله عليه وسلم يقوله ما قلته، قال: فأخبرني عن { فالجاريات يسراً } قال: هي السفن، ولولا أني سمعت رسول الله صلى الله عليه وسلم يقوله ما قلته. قال: فأخبرني عن { فالمقسمات أمراً } قال: هن الملائكة، ولولا أني سمعت رسول الله صلى الله عليه وسلم يقوله ما قلته، فقال عمر: " تسأل محدثة "، فأرسل عمر إلى رطائب من جريد، ثم أمر به فَضُرب مائة وجعل في بيت، فلما برأ دعاه، فضرب مائة أخرى، " فضربه بها حتى ترك ظهره دبرة، ثم تركه حتى برأ، ثم عاد له، ثم تركه حتى برأ، فدعا به ليعود له، فقال صبيغ: إن كنت تريد قتلي، فاقتلني قتلاً جميلاً، وإن كنت تريد أن تداويني، فقد والله برأت. فأذن له وبعث إلى أبي موسى الأشعري وأهل العراق أن لا يجالسه المسلمين، فلو جاء إلى حلقة ما هي قاموا وتركوه، فاشتد ذلك على الرجل، فكتب أبو موسى إلى عمر: أن قد حسنت توبته، فكتب عمر: أن ائذن للناس بمجالسته.
هذه القصة موجودة في كتب التفسير في «تفسير القرآن العظيم» لابن كثير أو «الجامع لأحكام القرآن (تفسير القرطبي)» لشمس الدين القرطبي أو «روح المعاني في تفسير القرآن العظيم والسبع المثاني» لشهاب الدين الآلوسي، عند قول الله تعالى: ﴿هُوَ الَّذِي أَنْزَلَ عَلَيْكَ الْكِتَابَ مِنْهُ آيَاتٌ مُحْكَمَاتٌ هُنَّ أُمُّ الْكِتَابِ وَأُخَرُ مُتَشَابِهَاتٌ فَأَمَّا الَّذِينَ فِي قُلُوبِهِمْ زَيْغٌ فَيَتَّبِعُونَ مَا تَشَابَهَ مِنْهُ ابْتِغَاءَ الْفِتْنَةِ وَابْتِغَاءَ تَأْوِيلِهِ وَمَا يَعْلَمُ تَأْوِيلَهُ إِلَّا اللَّهُ وَالرَّاسِخُونَ فِي الْعِلْمِ يَقُولُونَ آمَنَّا بِهِ كُلٌّ مِنْ عِنْدِ رَبِّنَا وَمَا يَذَّكَّرُ إِلَّا أُولُو الْأَلْبَابِ﴾ في تفسير سورة الذاريات.